# Florian Grill
Pour les articles homonymes, voir Grill (homonymie).
Florian Grill, né le 14 octobre 1965 à Paris, est un dirigeant d'entreprise et dirigeant français de rugby à XV.
De 2017 à 2023, il est président de la Ligue régionale Île-de-France de rugby. Depuis, il est président de la Fédération française de rugby.

## Biographie
Né à Paris, il joue pendant 12 ans durant sa jeunesse au Paris université club au poste de deuxième ligne jusqu’à la catégorie séniors. Il est notamment vice-champion de France et capitaine avec les juniors Reichel. Il arrête la pratique en séniors pour se consacrer à ses études.
Diplômé de l'école de commerce HEC Paris en 1988, il s'implique dans la vie associative en étant président du bureau des élèves et en intégrant l'équipe de rugby de l'école en tant que 3e ligne centre.
Après l'obtention de son diplôme, il rejoint quelque temps les États-Unis, après avoir décidé de faire son service militaire en VSNE (Volontaire au service national entreprise). Sur place, il joue au rugby au sein du Manhattan Rugby Club.
En 1994, il fonde l'agence de conseil en marketing et média CoSpirit Groupe en compagnie de son compère Olivier Delavoye,. Depuis sa création, il en est le président-directeur général.
Il est aussi copropriétaire du château de l'Engarran, propriété viticole renommée et située à Lavérune, proche de Montpellier. Sa grande sœur Diane Losfelt est à la tête du domaine et est élu vigneronne de l'année par le Guide Hachette des vins en 2021.
Lorsque son fils commence la pratique du rugby, il l'inscrit à l'Athletic club de Boulogne-Billancourt plutôt qu'au PUC en pensant se mettre lui-même à la pratique de l'aviron dans ce club. En accompagnant son fils, il devient éducateur puis dirigeant au sein de l'école de rugby de l'ACBB. Président de l'Athletic club de Boulogne-Billancourt à partir de 2009, il est à la pointe du combat pour sauver le club de Boulogne-Billancourt après la décision de la mairie de Paris d'attribuer le stade du Saut-du-Loup au Stade français. Après la décision de l'ACBB omnisports prise le 1er mai 2012 d'imposer une descente de deux divisions, il démissionne avec l'ensemble du bureau directeur de l'association rugby. À cette époque, il se lie d'amitié avec Pierre Camou, président de la Fédération française, et intègre le comité Île-de-France de rugby.
En novembre 2016, il est membre de la liste menée par Pierre Camou pour intégrer le comité directeur de la Fédération française de rugby. Lors de l'élection, le 3 décembre 2016, la liste menée par Bernard Laporte obtient 52,6 % des voix, soit 29 sièges, contre 35,28 % des voix pour Pierre Camou (six sièges) et 12,16 % pour Alain Doucet (deux sièges). Florian Grill intègre le comité directeur mais c'est Bernard Laporte qui est élu à la présidence de la fédération française de rugby.
Lors du comité exécutif du comité Île-de-France de rugby du 27 juin 2017, il est élu président du comité. En décembre 2017, il est candidat pour prendre la présidence de la nouvelle Ligue régionale Île-de-France de rugby, qui succède au comité après la réorganisation territoriale. Après le premier vote électronique décentralisé de l’histoire du rugby français, la liste menée par Florian Grill obtient 66,2 % des voix, soit 34 sièges, contre 33,8 % des voix pour celle de Jean-Loup Dujardin (6 sièges), soutenue par le président de la fédération Bernard Laporte. Florian Grill devient ainsi le premier président de la Ligue régionale Île-de-France.
En 2019, il participe à un groupe de travail pour préparer le renouvellement du comité directeur de la Fédération française de rugby en octobre 2020. Celui-ci rassemble des dirigeants issues du monde amateur et d'anciens internationaux comme Serge Blanco, Jean-Claude Skrela, Fabien Pelous ou Jean-Marc Lhermet. Le 25 juin 2019, ce groupe annonce que Florian Grill sera à la tête de la liste d'opposition qui se présentera face à la gouvernance actuelle.
À l'issue du scrutin, le 3 octobre 2020, sa liste réunit 48,53 % des voix face à celle de Bernard Laporte (51,47 %). Florian Grill conserve sa place au comité directeur mais c'est Bernard Laporte qui est réélu à la présidence de la FFR. Il annonce alors sa candidature pour être réélu président de la ligue Île-de-France lors de l'assemblée générale du 7 novembre 2020. Sa liste remporte les élections avec 90,76 % des voix et obtient 39 sièges sur 40 au comité directeur.
Le 27 janvier 2023, il quitte le comité directeur de la fédération avec tous les élus issus de sa liste, après la démission du président Bernard Laporte et l'appel de la ministre des Sports à une démission de l'ensemble du comité directeur pour provoquer de nouvelles élections générales. Il continue néanmoins à participer au comité directeur sans voix délibérative en tant que président d'une ligue régionale. Lors de l'élection partielle de mai 2023 pour renouveler 12 membres, il ré-intègre le comité directeur avec 11 autres membres de la liste Ovale Ensemble.
Le 14 juin 2023, il est élu président de la Fédération française de rugby avec 58 % des voix. Il installe alors un bureau fédéral avec sept membres de sa liste et cinq membres issus de la majorité en place. Cette répartition permet d'illustrer les votes des clubs au sein de l'instance.
En 2024, la FFR traverse une période difficile avec plusieurs affaires extra-sportives lors de la tournée de l'équipe de France en Argentine. D'abord avec la publication d'une vidéo raciste par Melvyn Jaminet, immédiatement exclu de l'équipe, puis avec les accusations de viol en réunion avec violence contre Oscar Jégou et Hugo Auradou. Enfin, Florian Grill doit aussi gérer la disparition en mer de Medhi Narjissi en Afrique du Sud en août 2024 lors d'une tournée de l'équipe de France des moins de 18 ans.
En octobre 2024, il est réélu pour un mandat de quatre ans à la tête de la Fédération française de rugby, avec plus de 67 % des voix face à Didier Codorniou.